# Coltura trappola
Una coltura trappola è una piccola coltura di piante appositamente selezionate per attirare i parassiti (di norma insetti) al fine di distrarli dalla coltivazione principale. Questa strategia, basata sulla complementarità delle coltivazioni, presenta il vantaggio di poter combattere i parassiti senza dover ricorrere a pesticidi.
Tuttavia, benché in molti casi le colture trappola si siano rivelate particolarmente efficaci nei casi di coltivazione in serra e di piccole coltivazioni all'aperto, è dimostrato che nel secondo caso l'efficacia diminuisce all'aumentare del perimetro della coltivazione principale. È quindi ancora poco sfruttata nei casi di coltivazioni intensive a scopo commerciale.
La ragione più probabile di questo parziale insuccesso è che le piante attraenti proteggono le colture vicine solo nel caso in cui gli insetti siano impossibilitati o disincentivati a ritornare alla coltura principale che -se di grosse dimensioni- tende a costituire comunque l'attrazione principale. Un esperimento condotto su vasta scala nel 2006 dimostrò infatti che su cento colture trappola allestite accanto ad altrettante colture commerciali, solo dieci si rivelarono pienamente efficaci, e in ognuno di questi casi la strategia delle colture trappola era integrata con pratiche di gestione e sorveglianza che limitassero specificamente la dispersione degli insetti dalla coltura trappola e il loro ritorno alla coltura principale.

## Utilizzo
Le colture trappola, se utilizzate su scala industriale, vengono generalmente impiantate in un momento chiave del ciclo di vita del parassita, e di seguito distrutte subito prima che il ciclo di vita si concluda, quando ormai l'infestante ha perso interesse per la coltura principale.
Esempi di colture trappola includono:
- Erba medica seminata a strisce tra i filari nei campi di cotone per dissuadere parassiti del genere Lygus, contestualmente a una sottile semina di ricino a circondare il campo (o in alternativa piantine di tabacco piantate a strisce in mezzo ad esso) per allontanare le larve di Heliothis.
- I coltivatori di rose infittiscono i cespugli con esemplari di Pelargonium perché i coleotteri giapponesi (parassiti della rosa) vengono attratti dai gerani, che tuttavia si rivelano tossici per loro.[5]
- Il cerfoglio è usato dai coltivatori per proteggere gli ortaggi dalle lumache.
- Segale, sesbania e senna obtusifolia sono usate rispettivamente per proteggere i semi di soia da mosche delia, cimici e bruchi.
- Senape ed erba medica seminate in prossimità di una coltura di fragole sono utili per attirare esemplari di Lygus, un metodo sperimentato con successo e introdotto da Jim Cochran.[6]
- La zucca del tipo Blue Hubbard viene piantata vicino alle colture di cucurbitacee per attirare melittia cucurbitae, coreidi e scarabeo del cetriolo, sia macchiato che striato.[7]

Le colture trappola possono essere piantate attorno al perimetro del campo da proteggere, al fine di costituire una barriera all'ingresso di parassiti, oppure possono essere sparse tra la coltura principale, ad esempio seminandole o piantandole ogni nona fila.
Piantare colture lungo i filari aiuta a facilitare pratiche di gestione supplementari, eseguite dall'uomo, che impediscono la dispersione dei parassiti nel campo principale. Queste pratiche includono l'utilizzo di un mezzo agricolo da condurre attorno e in mezzo alla coltura, munito di un'estensione, appositamente concepita, che rimuove gli insetti nocivi semplicemente aspirandoli dall'alto, o in alternativa l'impiego mirato di insetticidi da irrorare unicamente sulla coltura trappola. Benché in effetti quest'ultima soluzione non escluda il ricorso a composti chimici dannosi per il terreno e l'ambiente, presenta il vantaggio di non infiltrare i frutti o le piante della coltura principale.
Altre strategie che impediscano la deriva degli insetti nocivi nella coltura principale includono il taglio e la rimozione delle piante da trappola verso la fine del ciclo vitale del parassita (con l'immediata estinzione della popolazione presente e futura), la conduzione in loco di predatori innocui per la coltivazione principale ma che tipicamente si nutrono del parassita (lotta biologica), o incrementando il rapporto fra le colture trappola e la coltura principale.

## Funzionamento
Recenti studi sulle piante nutrici (o "ospiti") hanno inaspettatamente messo in luce che i parassiti volanti hanno molte meno probabilità di successo se le piante nutrici sono circondate da qualsiasi altra pianta, anche solo "piante esca" fatte di plastica verde, cartone o qualsiasi altro materiale di colore verde.
Il processo di ricerca della pianta ospite da parte dell'insetto, infatti, avviene in tre fasi.
La prima fase è la stimolazione olfattiva, ovvero gli odori caratteristici della pianta ospite. Questo stimolo induce l'insetto a cercare di atterrare sulla pianta desiderata. Ma dal momento che gli insetti tendono a evitare di atterrare su un terreno marrone (significherebbe che è nudo, e quindi renderebbe l'insetto facilmente individuabile e aggredibile dai predatori), nel caso in cui sia presente solo la pianta ospite gli insetti la troveranno quasi sistematicamente atterrando sull'unica cosa verde intorno. Questo tipo di atterraggio è chiamato "atterraggio appropriato", mentre l'atterraggio "inappropriato" si verifica quando l'insetto vola verso e atterra su qualsiasi altra macchia di verde vicina. Gli studiosi hanno notato che l'insetto tende a desistere e abbandonare l'area in seguito a un numero eccessivamente frustrante di atterraggi "inappropriati". E che dunque si può tentare di incrementare la percentuale di atterraggi inappropriati.
La seconda fase della ricerca della pianta ospite prevede che l'insetto compia brevi voli da una foglia all'altra per valutare l'idoneità complessiva della pianta. Il numero dei voli foglia-a-foglia varia a seconda della specie di insetto e dello stimolo della pianta ospite ricevuto da ciascuna foglia. Ma l'insetto deve accumulare stimoli sufficienti dalla pianta ospite, prima di decidersi a deporre le uova; quindi deve effettuare un certo numero di atterraggi "appropriati" consecutivi. Dunque, anche in questo caso, se nel corso della sua analisi compie più atterraggi inappropriati, la valutazione di quella pianta è negativa e l'insetto l'abbandona per ricominciare con un'altra.
In questo modo è stato dimostrato che il trifoglio usato come copertura del terreno ha avuto lo stesso, forte effetto dissuasivo su otto specie di parassiti di quattro diversi ordini di insetti.
Un esperimento ha mostrato che il 36% delle femmine del principale parassita delle radici dei cavoli (Delia radicum) deponeva le uova accanto ai cavoli che crescevano nel terreno nudo (percentuale sufficiente a compromettere l'intero raccolto), rispetto al solo 7% nel caso di cavoli che crescevano nel trifoglio. Inoltre, in questo tipo di coltura, anche solo semplici "esche" fatte di carta verde possono ridurre significativamente gli atterraggi appropriati così come una copertura verde stesa al suolo.